# Filmmeterware

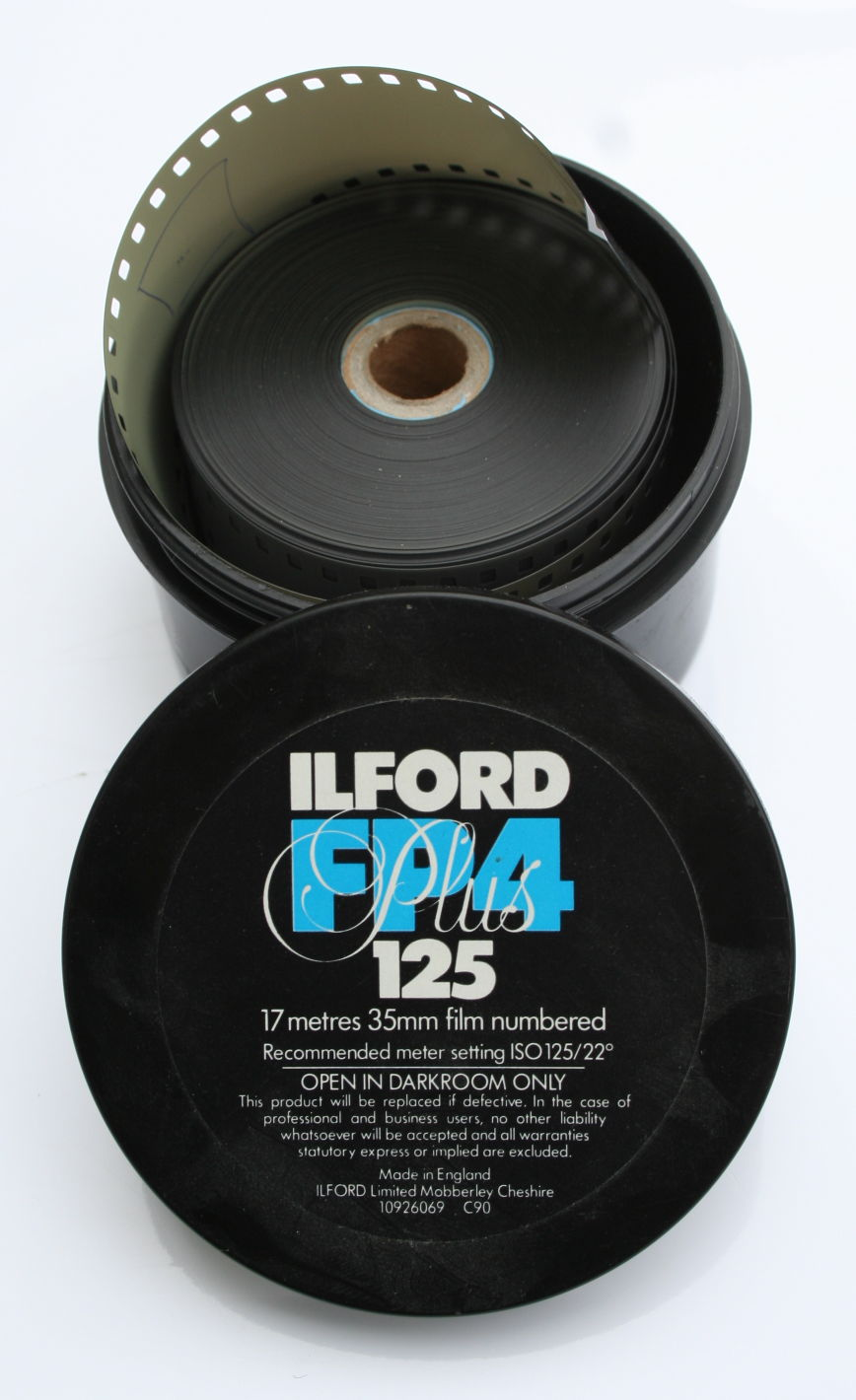
Meterware Kleinbild-Negativfilm in Filmdose

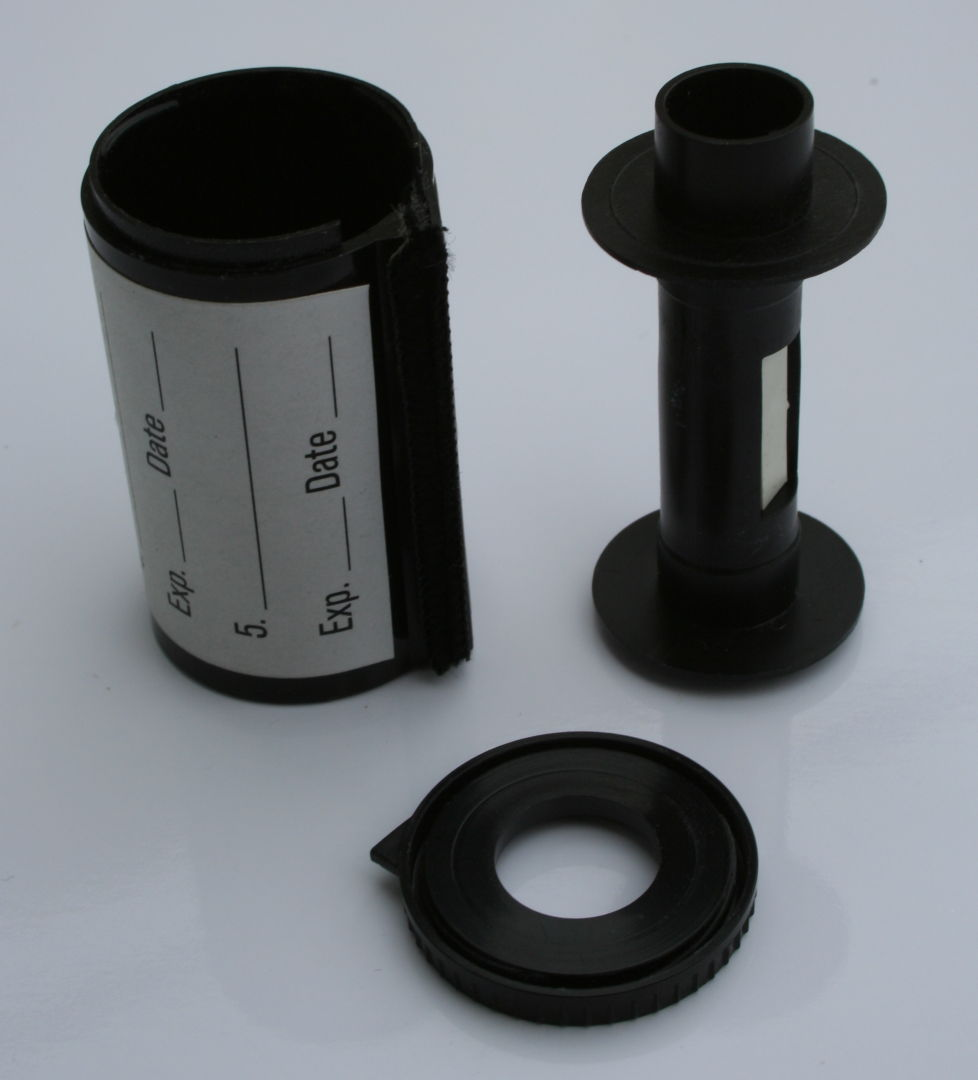
Patrone für KB-Film mit Schraubdeckel zur Mehrfachbenutzung

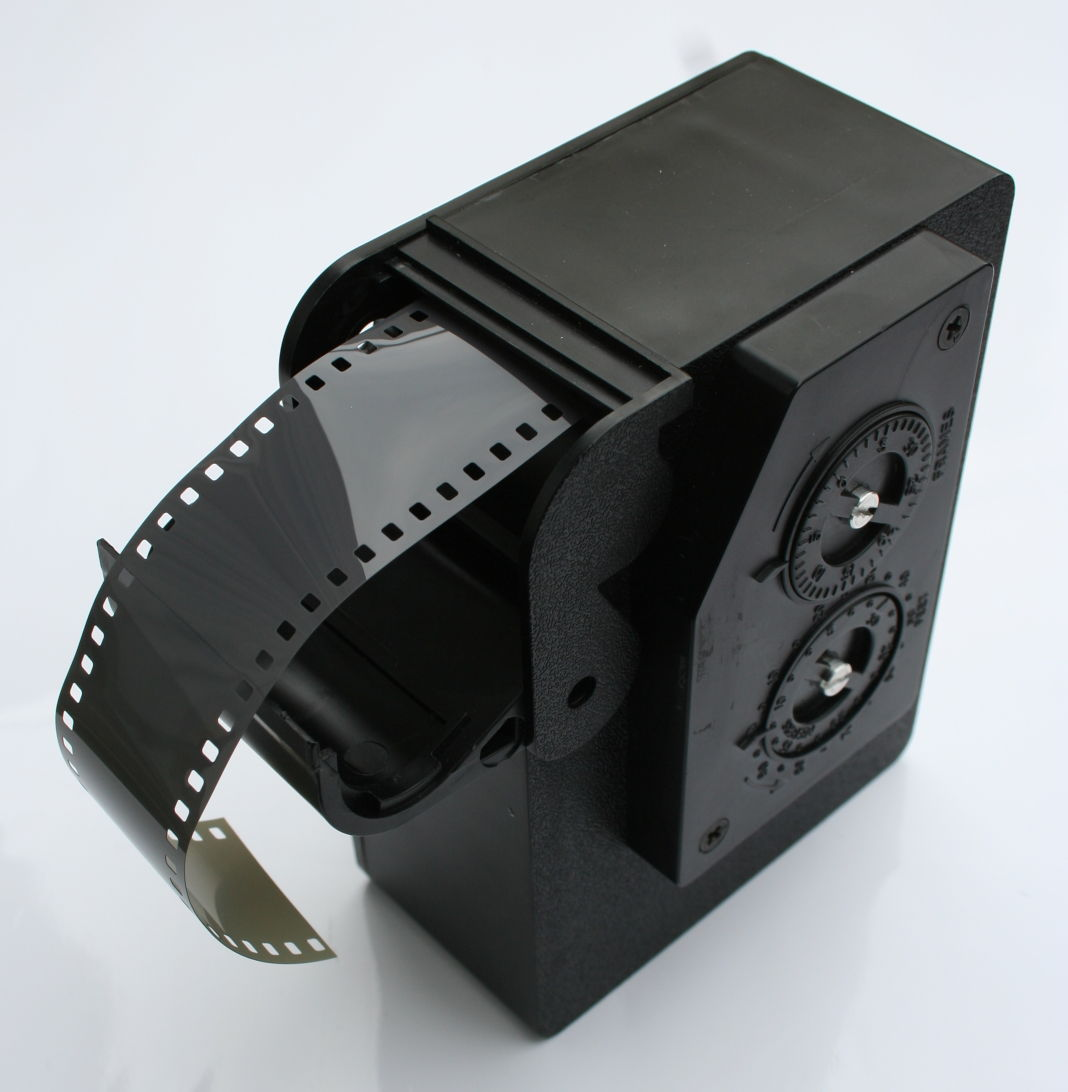
Filmlader für KB-Film. Die beiden Zählwerke auf der Seite zeigen während der Befüllung der Patrone Länge bzw. Anzahl Bilder an

Als Meterware bezeichnet man in der Analogfotografie einen Film, der als Rolle verkauft wird.

## Verkauf
Kleinbildfilm ist als vorgestanzte, d. h. beidseitig perforierte Meterware erhältlich, typischerweise in den Längen 10, 17 oder 30 m, seltener 5 oder 60 m. Er wird in Metall- oder Kunststoffdosen geliefert. Auch gibt es Döschen mit 3 je 1,70 m langen Streifen, der Länge eines Kleinbildfilms mit 36 Aufnahmen. Auch für das Mittelformat wird doppelseitig perforierte Meterware angeboten, gewöhnlich in Rollen zu 30 und 100 Metern.

## Selbstkonfektionierung
Zumeist wird Meterware zum Selbstkonfektionieren verwendet, der Vorteil liegt in einer Kostenersparnis. Hierzu sind leere Filmpatronen erhältlich, die entweder bereits mit einer DX-Codierung versehen sind oder mit einem entsprechenden Aufkleber variabel beklebt werden können. Das Konfektionieren von Meterware muss in der Dunkelkammer oder mit speziellen Ladegeräten erfolgen. Diese Ladegeräte ermöglichen ein Arbeiten in normaler Tageslichtumgebung. Die manuelle Konfektionierung ist prinzipbedingt nicht möglich bei APS-Film, Cassettenfilm und Kodak Disc-„Film“.

## Langfilmmagazine
Bis in die 1980er Jahre gab es für professionelle Systemkameras, beispielsweise Canon F-1, Nikon F oder die Olympus-OM-Baureihe Langfilmmagazine. Sie wurden mit Meterware befüllt, anstelle der Rückwand an das Kameragehäuse angesetzt und besaßen einen integrierten Motor zum Aufwickeln des Filmmaterials. Den Filmtransport durch die Kamera besorgte ein angesetzter Motorantrieb, mit dessen Stromversorgung das Langfilmmagazin verbunden wurde. Solche Langfilmmagazine nahmen zumeist ca. 15 m Film auf.
Langfilmmagazine sind vor allem für wissenschaftliche Zwecke und in Geräten zur Geschwindigkeitsüberwachung („Blitzer“) verwendet worden. In beiden Einsatzgebieten sind sie inzwischen durch elektronische Kameras weitgehend abgelöst worden.